# Шефер, Кристина
Кристина Шефер (нем. Christine Schäfer, 3 мая 1965, Франкфурт) – немецкая оперная певица (сопрано).

## Биография
Училась в Высшей школе музыки в Берлине  (1984—1991) у Ариберта Раймана и Дитриха Фишера-Дискау, посещала мастер-классы Арлин Ожер и  Сены Юринац. С 1992 года выступала на сцене оперного театра в Инсбруке. В 1993 году дебютировала в США, исполнив в Сан-Франциско роль Софии в «Кавалере розы».
Спутником певицы был немецкий кинорежиссёр и оператор Оливер Херман (1963—2003), у пары двое детей.

## Репертуар
В репертуаре певицы – оперы и вокальные сочинения европейских композиторов от Генделя,  Баха  и Моцарта  до Дебюсси,  Шёнберга и Крама.

## Творческое сотрудничество
Работала с такими дирижёрами, как Клаудио Аббадо, Николаус Арнонкур, Пьер Булез, Райнхард Гёбель, Густаво Дудамель, Уильям Кристи, Джеймс Ливайн, Зубин Мета, Марк Минковски, Гельмут Риллинг, Кристоф Руссе, Саймон Рэттл, Кристиан Тилеман, Бернард Хайтинк, Дэниэл Хардинг, Владимир Юровский. Ариберт Райман написал несколько песен специально для Шефер, в 1989 она записала их на диск.